# Otisstraße (metrostation)
Otisstraße is een station van de metro van Berlijn, gelegen in een door volkstuinen gedomineerd gebied op de grens van de Berlijnse stadsdelen Reinickendorf en Tegel. Het metrostation bevindt zich op een spoordijk nabij de Otisstraße, die genoemd is naar Elisha Otis, de uitvinder van de moderne lift. Het station werd geopend op 31 mei 1958 en is onderdeel van lijn U6. Aanvankelijk heette het station Seidelstraße, naar een straat in de omgeving; zijn huidige naam kreeg station Otisstraße in 2003. Tot 1974 droeg de stationsnaam bovendien de toevoeging Flugplatz Tegel; hiermee werd overigens niet de huidige terminal van de luchthaven Tegel bedoeld, maar het militaire gedeelte noordelijk van deze luchthaven, dat de Franse bezettingsmacht daar in bedrijf had.
Na de Tweede Wereldoorlog maakte men in West-Berlijn plannen voor een grootschalige uitbreiding van het metronet. Als eerste besloot men lijn C, de huidige U6, naar het noorden te verlengen tot in het centrum van Tegel. In oktober 1953 begon de aanleg van de eerste etappe van de verlenging, van het toenmalige eindpunt Seestraße naar de Kurt-Schumacher-Platz; in mei 1956 werd dit traject geopend. Reeds een jaar daarvoor was men begonnen aan de tweede etappe, van de Kurt-Schumacher-Platz naar het huidige eindpunt Alt-Tegel. Om de kosten te drukken werd dit deel van de lijn deels op een spoordijk aangelegd.
Otisstraße is vanuit het zuiden gezien het laatste van de drie bovengrondse stations van de U6, die uiterlijk zeer gelijkend zijn en alle ontworpen werden door Bruno Grimmek. Station Otisstraße bestaat uit een eilandperron met een betonnen overkapping over zijn gehele lengte en een toegangshal aan de noordzijde. Het metrostation is alleen bereikbaar via trappen en roltrappen, maar uiteindelijk moeten alle Berlijnse metrostations voorzien zijn van een lift. Station Otisstraße heeft hierbij vanwege het relatief lage aantal reizigers echter geen hoge prioriteit: volgens het tijdschema van de Berlijnse Senaat zal de inbouw van een lift pas na 2010 plaatsvinden.